# Industriebahn Roßdorf
| Streckenlänge: | 12,5 km             |                                     |                                     |
| Spurweite: | 600 mm (Schmalspur) |                                     |                                     |
| |                     |                                     |                                     |
| \| \| 0,0 \| Steinbruch in Roßdorf \| Steinbruch in Roßdorf \| \| \| \| \| \| \| \| 4,0 \| Ober-Ramstadt \| Ober-Ramstadt \| \| \| \| 1. Betriebsphase \| \| \| \| 12,5 \| Darmstadt Ost bis 1900: „Rosenhöhe“ \| Darmstadt Ost bis 1900: „Rosenhöhe“ \| \| \| \| 2. Betriebsphase \| \| |                     |                                     |                                     |
| Blockstelle | 0,0                 | Steinbruch in Roßdorf               | Steinbruch in Roßdorf               |
| Strecke (außer Betrieb) |                     |                                     |                                     |
| Dienststation / Betriebs- oder Güterbahnhof | 4,0                 | Ober-Ramstadt                       | Ober-Ramstadt                       |
| Strecke (außer Betrieb) |                     | 1. Betriebsphase                    | 1. Betriebsphase                    |
| Dienststation / Betriebs- oder Güterbahnhof | 12,5                | Darmstadt Ost bis 1900: „Rosenhöhe“ | Darmstadt Ost bis 1900: „Rosenhöhe“ |
| |                     | 2. Betriebsphase                    |                                     |

Die: Industriebahn Roßdorf diente der Erschließung des Basalt-Steinbruchs im Roßberg bei Roßdorf, östlich von Darmstadt, am Nordrand des Odenwaldes, der heute der Odenwälder Hartstein-Industrie gehört.

## Geschichte
1. Betriebsphase: Der heute noch aktive Steinbruch erhielt erstmals 1888 eine vier Kilometer lange Industriebahn in der Spurweite 600 mm. Sie ermöglichte es, den abgebauten Basalt vom Steinbruch zu dem südlich gelegenen Bahnhof Ober-Ramstadt an der Odenwaldbahn zu fahren und dort auf die normalspurige Hessische Ludwigsbahn umzuladen.
2. Betriebsphase: Als 1897 die viel näher zum Steinbruch gelegene Bahnstrecke Darmstadt Ost–Groß-Zimmern eröffnet wurde, entstand dort ein Anschlussgleis mit Verladeanlage. Die Entfernung zwischen dem Steinbruch und dieser Strecke der Preußisch-Hessischen Eisenbahngemeinschaft betrug nur 500 Meter. In der Folge wurde die Industriebahn nach dort verlängert und die alte Strecke samt Verladeanlagen in Ober-Ramstadt aufgegeben.
3. Betriebsphase: 1906 entstand eine Luftseilbahn, die den Steinbruch Roßberg und die Verladeanlage am Anschlussgleis zur Bahnstrecke Darmstadt Ost–Groß-Zimmern ersetzte. Innerhalb des Steinbruches wurde die Industriebahn bis 1958 weiter betrieben, dann wurde sie durch nicht-schienengebundene Fahrzeuge ersetzt.

## Lokomotiven

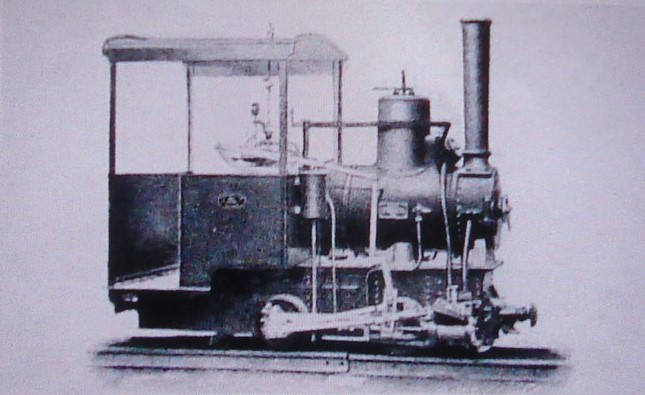
Basaltwerk Roßberg bei Ober-Ramstadt, Fabrik-Nr. 201, 600 mm Spurweite, Werkfoto

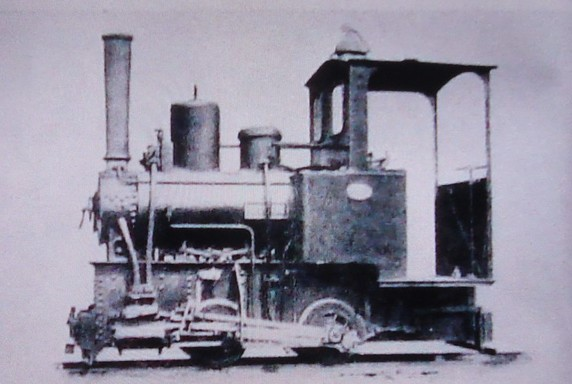
Basaltwerk Roßberg bei Ober-Ramstadt, Fabrik-Nr. 203, 600 mm Spurweite, Werkfoto

Zum Einsatz kamen im Laufe der Jahre folgende Lokomotiven:
- Bn2t Hagans (Fabriknummer 201, Baujahr 1888)
- Bn2t Hagans (Fabriknummer 212, Baujahr 1888)  „ROSSBERG“
- Bn2t Hagans (Fabriknummer 203, Baujahr 1889)
- Bn2 Hagans (Fabriknummer 258, Baujahr 1892)  „BREITWIESER“
- Bn2t Maschinenfabrik Güstrow (Fabriknummer 747, Baujahr 1896) „ROSSDORF“
- B-dm O&K (Fabriknummer 5105, Baujahr 1933) RL1a
- B-dm Deutz
- B-dm Gmeinder, 22/24 PS,  Nr. 4
- B-dm Gemeinder, 15 PS,  Nr. 5
- B-dm Jung  ZL 114 (?), Nr. 9